# 사가랴 (신약성경의 인물)

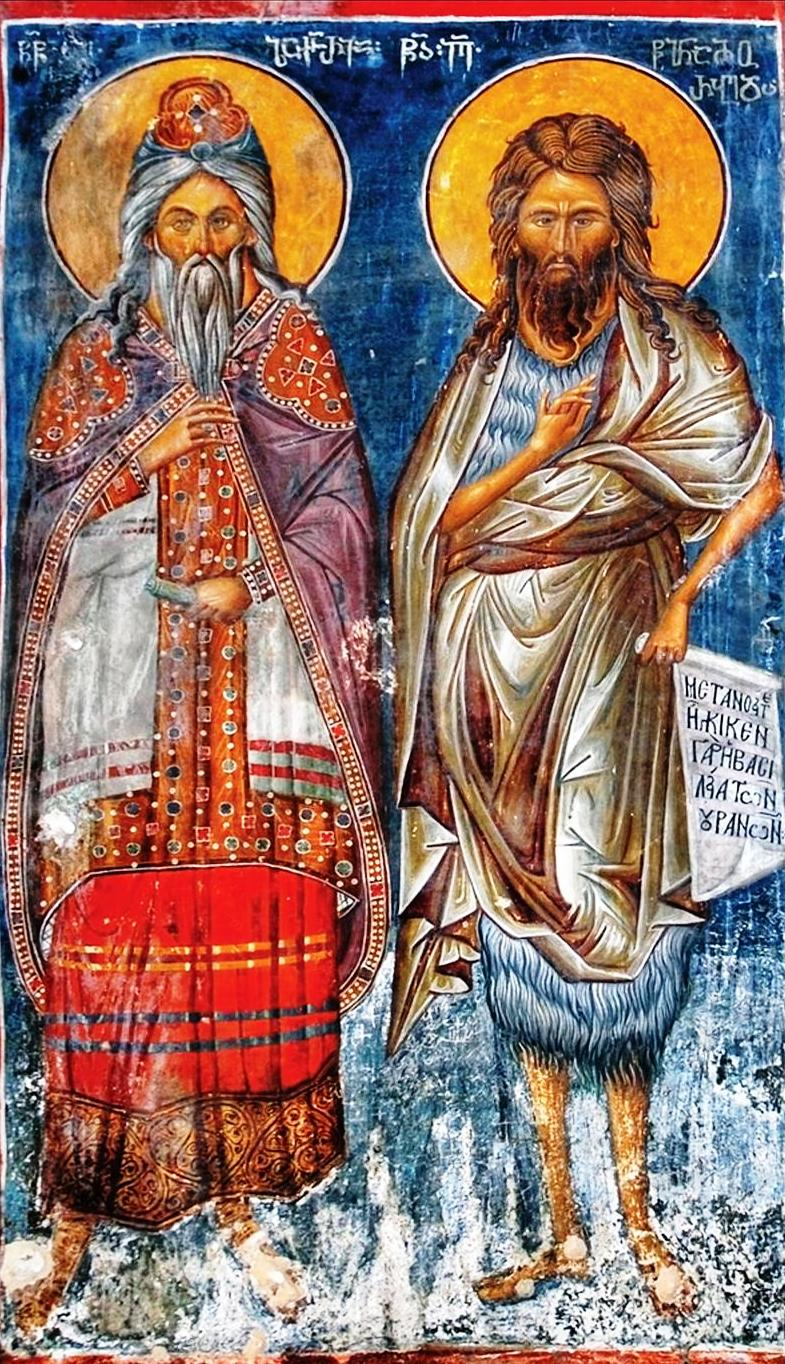
사가랴와 침례 요한. 예루살렘의 중세 그레고리 프레스코.

사가랴(히브리어: זכריה Zəḵaryāh, "야를 기억하라"; 고대 그리스어: Ζαχαρίας, Zakariyyā' (아랍어:زَكَـرِيَّـا))는 신약성경인 누가 복음 (1 : 67 ~ 79)에서 레위 자손의 제사장의 후손인 세례자 요한의 아버지이자 동정녀 마리아의 친척인 엘리자벳의 남편이다(누가 복음, 1 : 36). 또한 이슬람 전통에서는 신약성경 및 꾸란에 등장하는 인물이다.